# Friedrich (Saarbrücken)
Friedrich war der erste sich nach der Burg Saarbrücken nennende Graf. Er starb wohl vor 1135, da in diesem Jahr sein Sohn als Graf bezeugt ist.
Er erbte die Herrschaft im Jahr 1105 von seinem Vater, dem Saargaugrafen Sigebert. Seine Brüder waren der Speyerer Bischof Bruno und der Mainzer Erzbischof Adalbert.
Friedrich wird 1118 erstmals als „Graf von Saarbrücken“ genannt. Die Grafen von Saarbrücken waren Vasallen der Bischöfe von Metz.

## Nachkommen
- Tochter Agnes heiratete um 1132/33 Herzog Friedrich II. von Schwaben
- Sohn Simon übernahm 1135 die Grafschaft nach dem Tod seines Vaters
- Sohn Adalbert war Erzbischof von Mainz (1138–1141)